# Massachusetts State House

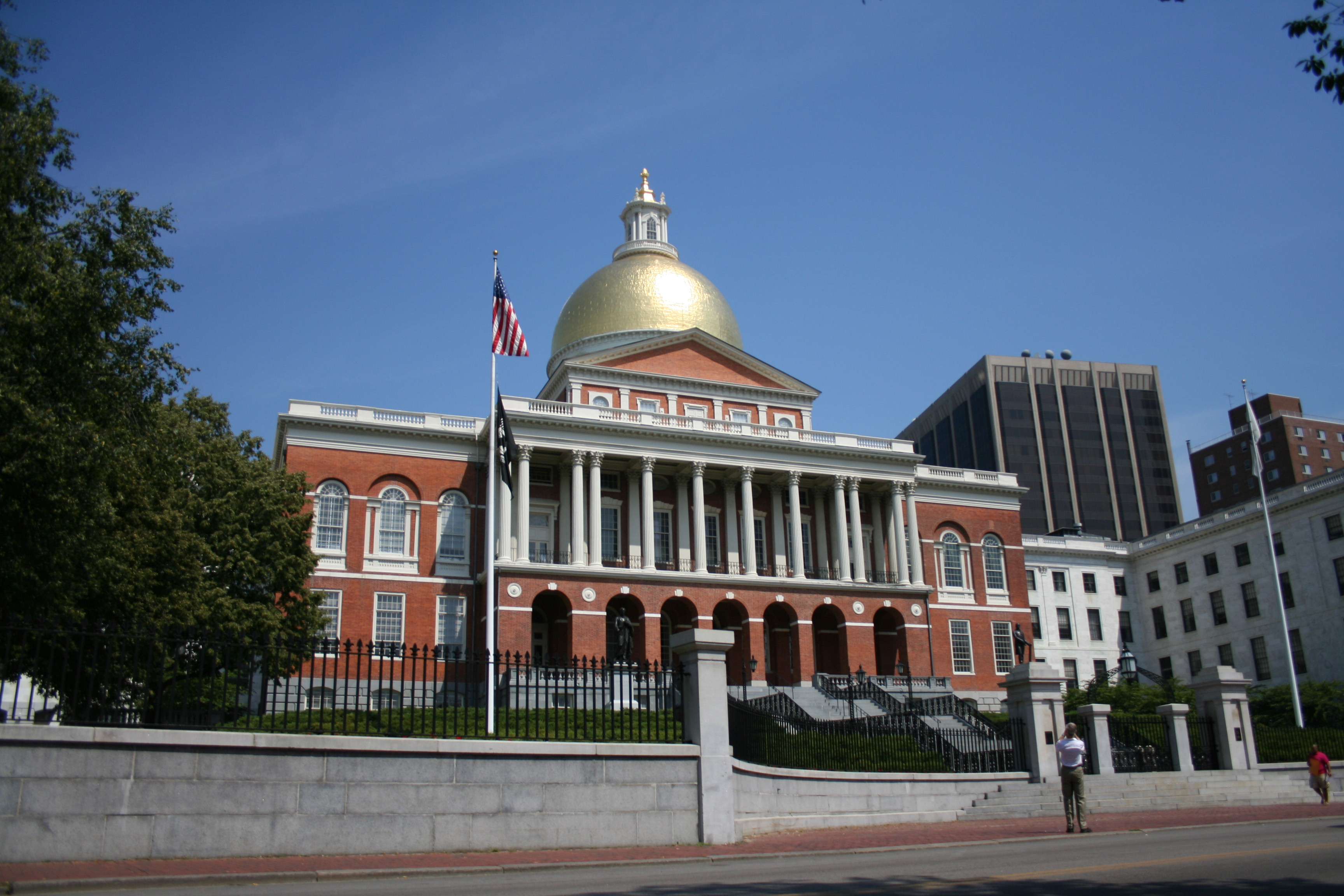
De voorgevel van het Massachusetts State House

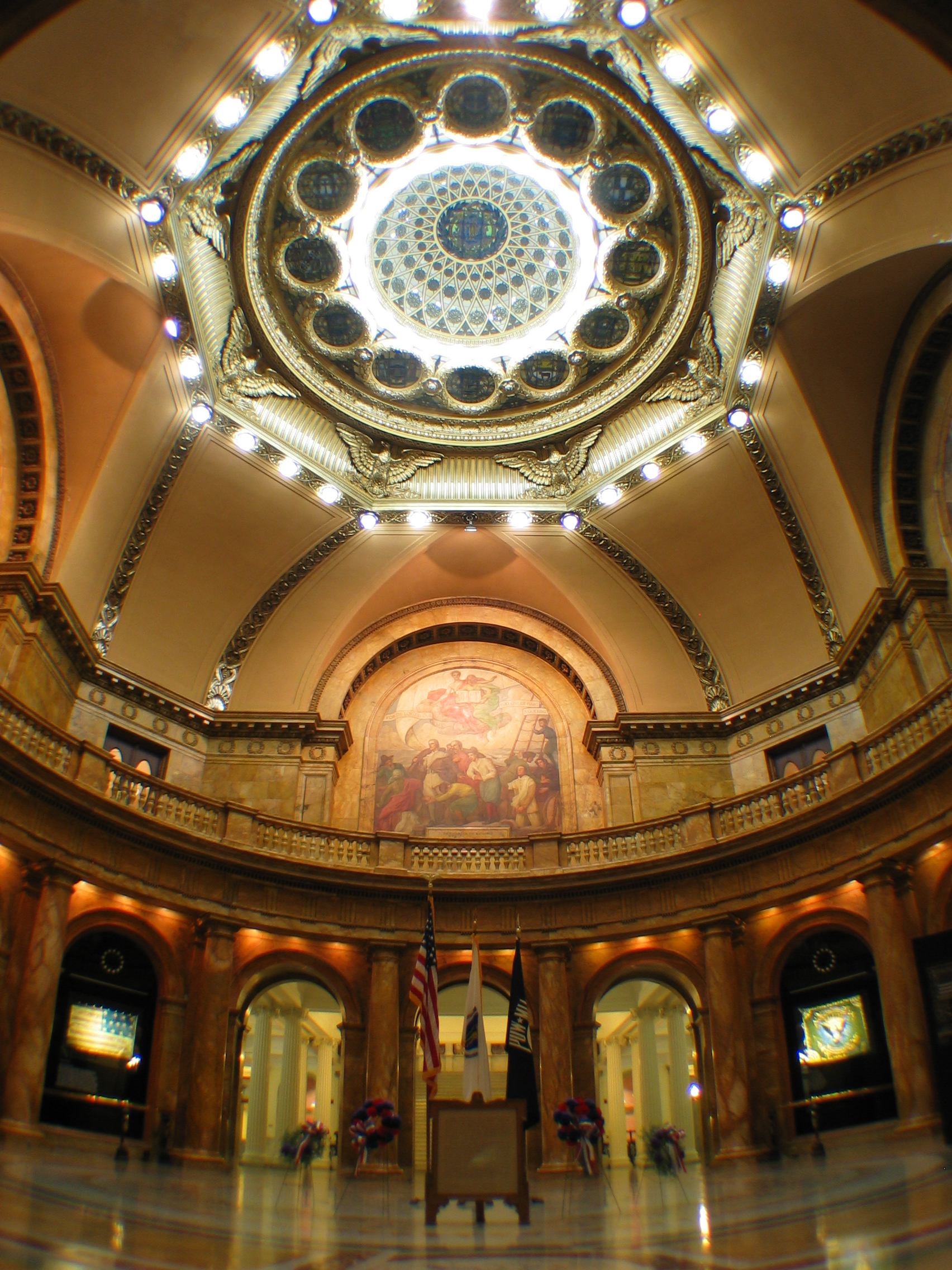
De koepel

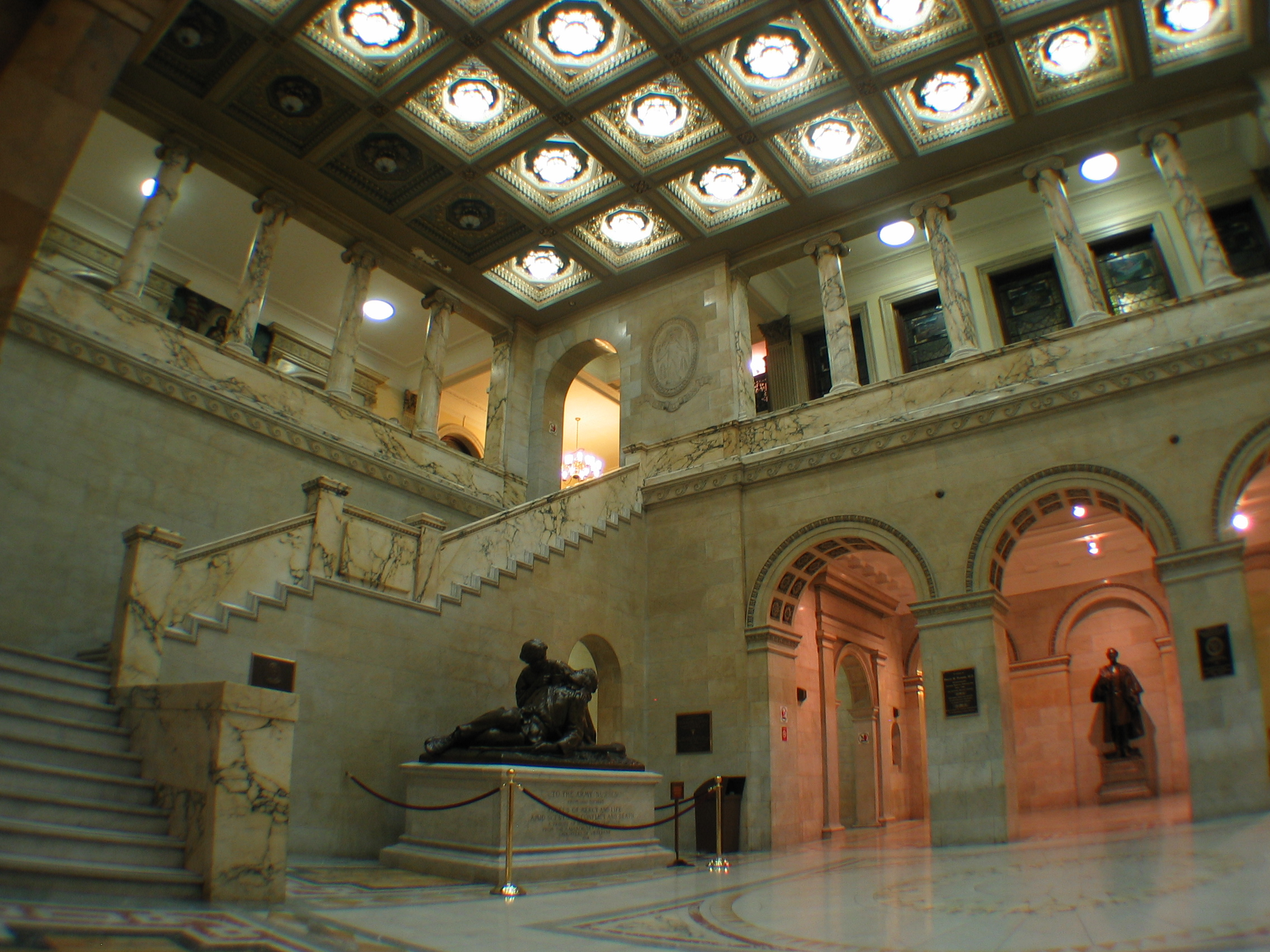
De hal

Het Massachusetts State House is het parlementsgebouw van de Amerikaanse staat Massachusetts.
De gouverneur van Massachusetts heeft er ook zijn kantoor. Het gebouw staat op Beacon Hill in Boston.
Het gebouw ligt op de wandelroute genaamd Freedom Trail en staat op Amerikaanse monumentenlijst.
Het gebouw werd ontworpen door de architect Charles Bulfinch. Deze had al een aantal gebouwen neergezet in Boston en daardoor een belangrijk stempel op de stad gedrukt. Het gebouw werd opgeleverd in 1787.
Pas in 1798 werd het gebouw in gebruik genomen als parlement van Massachusetts.
Tot die tijd zetelde dat in het Old State House.
Het gebouw wordt gedomineerd door een houten koepel die in 1802 met een laag koper werd bedekt. Deze laag werd oorspronkelijk grijs geverfd maar heeft sinds 1874 een laag bladgoud.
In de loop van tweehonderd jaar is het gebouw meerdere malen uitgebreid met zijvleugels en een enorme aanbouw aan de achterkant.

## Trivia
- In de Amerikaanse films Amistad en The Departed werd het Massachusetts State House als decor gebruikt.